# Oreopithecus
Oreopithecus is een monotypisch geslacht van uitgestorven primaten, dat tijdens het Laat-Mioceen, tussen 8,3 en 6,7 miljoen jaar geleden leefde op Tuscania, een eiland in het midden van de Middellandse zee.
De eerste fossielen van Oreopithecus werden gevonden in 1862. Het geslacht kreeg in 1871 zijn naam, die 'bergaap' betekent, toen de typesoort Oreopithecus bambolii benoemd werd. In 1958 werd een zeer compleet skelet ontdekt in een bruinkoolmijn in Baccinello, Toscane. Daarnaast zijn er tientallen losse botten gevonden. Daardoor kregen de wetenschappers een goed beeld van de bouw van het dier. Het is meer volledig bekend dan ieder andere basale uitgestorven mensaap.
Ondanks de vele informatie is het zeer omstreden hoe het dier zich voortbewoog. Vroeger werd vaak gedacht dat het op de achterpoten liep want het heeft een laag bekken als bij mensen. Een naar achteren gerichte grote teen kan Oreopithecus ondersteund hebben bij een schuifelende gang. Hij hoefde niet snel te kunnen rennen want op zijn eiland kwamen geen grote roofdieren voor. Vermoedelijk werd hij uitgeroeid, als laatste mensaap in het toenmalige Europa, toen een landbrug Tuscania met Italië verbond. Hij had ook erg lange armen. Latere onderzoekers denken daarom dat hij redelijk goed kon klimmen of aan takken hing. Het is zelfs geopperd dat hij ondersteboven hing als een luiaard.
Door zijn vele speciale aanpassingen is het lastig Oreopithecus bij een bepaalde groep mensapen in te delen. Ooit is gedacht dat hij een tweevoetige voorloper was van de mensachtigen. Moderne onderzoeken laten soms zien dat hij verwant is aan Dryopithecus of nog lager in de stamboom staat, misschien dicht bij de gibbons.

## Vondsten
Van dit dier werden resten gevonden in Toscane, Italië in oude bruinkoollagen. Om deze reden werd het dier ook wel 'verschrikkelijke kolenman' genoemd.

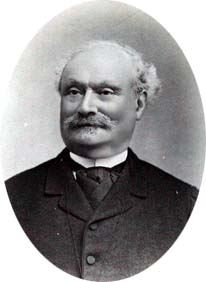
Igino Cocchi

In 1862 vond professor Igino Cocchi in een bruinkoolmijn bij Montebamboli de onderkaak van een jonge mensaap. In 1872 benoemde Paul Gervais de typesoort Oreopithecus bambolii. De geslachtsnaam is afgeleid van het Oudgrieks ὄρος, oros, 'berg' en πίθηκος, pithèkos, 'aap', een verwijzing naar het monte in Montebamboli maar ook naar de hoge knobbels op de tanden. De soortaanduiding verwijst naar de tweede helft van de plaatsnaam. Het holotype is IGF 4335, de onderkaak. Gervais had het holotype bestudeerd tijdens een reis naar Florence. Later in 1872 publiceerde Gervais een meer gedetailleerde beschrijving, met illustraties.
In 1890 meldde Giuseppe Ristori nieuwe vondsten, een elftal exemplaren. Die waren ten dele opnieuw gedaan op de Monte Bamboli maar kwamen vooral uit Casteani en ook uit Montemassi. Het betreft grotendeels tanden maar ook een bovenkaaksbeen van een mannelijk individu. In 1898 beschreef Felice Ottolenghi een linkeronderkaak uit Montemassi. In 1907 meldde Giuseppe Merciai vier bovenkaaksbeenderen en een onderkaak uit de Grossetomijn te Ribolla.
In 1909 en 1974 werden fossielen van primaten uit Bessarabië aan Oreopithecus toegeschreven maar de identiteit kon door latere onderzoekers niet bevestigd worden. De toeschrijving berustte vermoedelijk op de datering en de grootte.
De meeste resten van fossiele mensapen zijn zeer beperkt en bestaan uit losse tanden of hoogstens kaken. Ook Oreopithecus paste aanvankelijk binnen dit patroon. Daar kwam op 2 augustus 1958 abrupt verandering in toen de Zwitserse paleontoloog Johannes Hürzeler door twee mijnwerkers gewaarschuwd werd dat op een diepte van tweehonderd meter een heel skelet ontdekt was in een bruinkoolmijn bij Bacinello in Toscane. Binnen een week was het geborgen. Hij was al sinds 1949 bezig het gebit in detail te bestuderen, vanuit een teleologische interpretatie van evolutie, en sinds 1954 was hij in het vondstgebied werkzaam. De soort trok daarna sterk de aandacht doordat Hürzeler er in 1954, 1955, 1956 en 1958 een tweevoetige directe voorouder van de mens in dacht te herkennen. Dat zou tot een langdurige wetenschappelijke controverse leiden en wekte grote belangstelling bij de pers. Oreopithecus was, zo dacht men, ongeveer zesmaal ouder dan enig andere toen bekende tweevoetige menselijke voorloper. Na een lezing in New York in maart 1956 besloot de Wenner-Gren Foundation gerichte opgravingen te gaan financieren, met medewerking van de lokale paleontoloog Alberto Carlo Blanc. Het waren deze activiteiten die Sandrone opleverden. Volgens zijn assistent Burkart Engesser was Hürzeler voornamelijk aan zijn tour aan lezingen begonnen om fondsen te werven voor zijn opgravingen. De ontdekking van Sandrone was onmiddellijk wereldnieuws.
Het nieuwe skelet zag Hürzeler in 1960 als een bevestiging van zijn opzienbarende stelling. Het specimen kreeg de bijnaam Sandrone naar een boerenkarakter uit de Commedia dell'arte. Het betreft een jongvolwassen exemplaar. In 1958 meldde Hürzlinger nog wat specimina die hij zelf gevonden of verworven had. In 1959 beschreef Percy Milton Butler het bovenkaaksbeen van een jong dier, van onduidelijke herkomst.
Daarna zijn in Corsica en Sardinië nog meer vondsten gedaan. Deze gebieden vormden in het Mioceen samen met een gedeelte van Toscane een eiland in de Middellandse zee, dat door Tim Flannery Tuscania gedoopt is. Bruinkoollagen hebben het vermogen een Lagerstätte te scheppen, een vindplaats met uitzonderlijk goede preservering. De vele tientallen exemplaren maken Oreopithecus tot de best bekende uitgestorven mensaap buiten de mensachtigen.

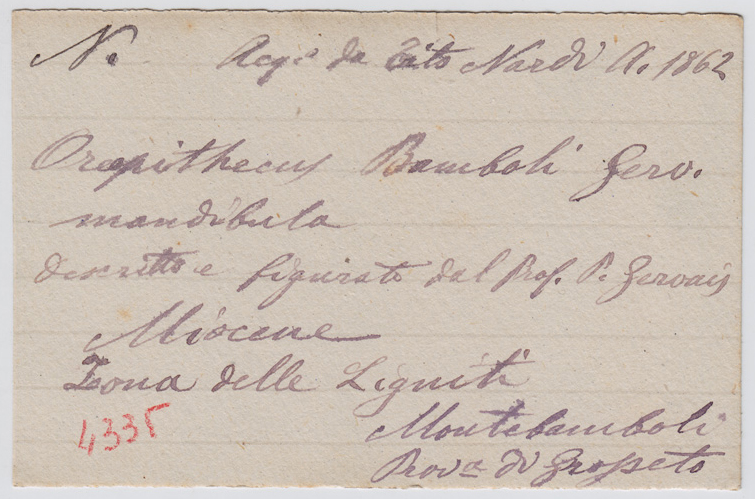
Het door Cocchi geschreven label van het holotype

Belangrijke specimina zijn de skeletten IGF 11778 (Sandrone) en BA#130. Sandrone bleef eerst in plaat en tegenplaat bewaard in het museum van Basel, waar Hürzeler conservator fossiele gewervelden was. Er werden vele afgietsels van gemaakt in de dramatische 'Duitse' stijl die nog steeds in natuurhistorische musea over de hele wereld te bewonderen zijn. In 1967 ging hij terug naar Toscane, de verzameling van het Museo di Storia Naturale van de Universiteit van Florence. Na 1968 werden de botten echter uit het gesteente losgemaakt ter betere bestudering. Tussen het voorjaar van 1983 en september 1984 werd de schedel geprepareerd in New York. Het bekken van IGF 11778 werd van 1994 tot 2000 verder geprepareerd aan het Institut Català Paleontologia Miquel Crusafont. Vondsten in Toscane, mede bij Montemassi, Casteani en Ribolla, hebben zich tot in de eenentwintigste eeuw voortgezet. Andere beschreven specimina zijn GF 10886: een onderkaak; IGF 4580: een stuk onderkaak; BMNH. M 11555/BM 112: een stuk bovenkaaksbeen van een jong dier; BAC-208: een stuk schedeldak; BA#140: een volledige hand van een klein dier; BA#151: een gedeeltelijke hand; BA#89: een gedeeltelijke hand; BA#200: een gedeeltelijke hand; en BA#85: een gedeeltelijke hand.
In 1994 werden op Sardinië tijdens werkzaamheden aan een elektriciteitscentrale nabij Porto Torres resten gevonden op vijf meter diepte, in een laag van 8,3 miljoen jaar ouderdom, de Fiume Santo-vindplaats. Het betreft onder andere een onderkaak met tanden. Het exemplaar kreeg de bijnaam Proto.
De fossielen hebben een ouderdom van tussen de 8,3 en 6,7 miljoen jaar. Dat betekent dat Oreopithecus de laatste niet-menselijke mensaap is die uit Europa bekend is. Vermoedelijk koloniseerden zijn voorouders het gebied van Tuscania rond de negen miljoen jaar geleden, wellicht van het noorden uit, hoewel er ook een landbrug was met Afrika. Door ontbossing stierven geleidelijk alle andere mensapen op het continent uit. Isolatie beschermde Oreopithecus tot de vorming van een nieuwe landbrug. Daarna zouden er ruim vier miljoen jaar geen Europese mensapen meer zijn totdat ze twee miljoen jaar geleden het continent weer bereikten in de gedaante van het geslacht Homo.

## Beschrijving
De lengte van Oreopithecus kan goed worden vastgesteld en bedroeg ongeveer 110 tot 120 centimeter. Dat duidt op een gewicht van dertig tot vijfendertig kilogram. Het gewicht van Sandone is door Schultz in 1960 geschat op veertig kilogram; dat werd later bijgesteld naar 32 kilogram.

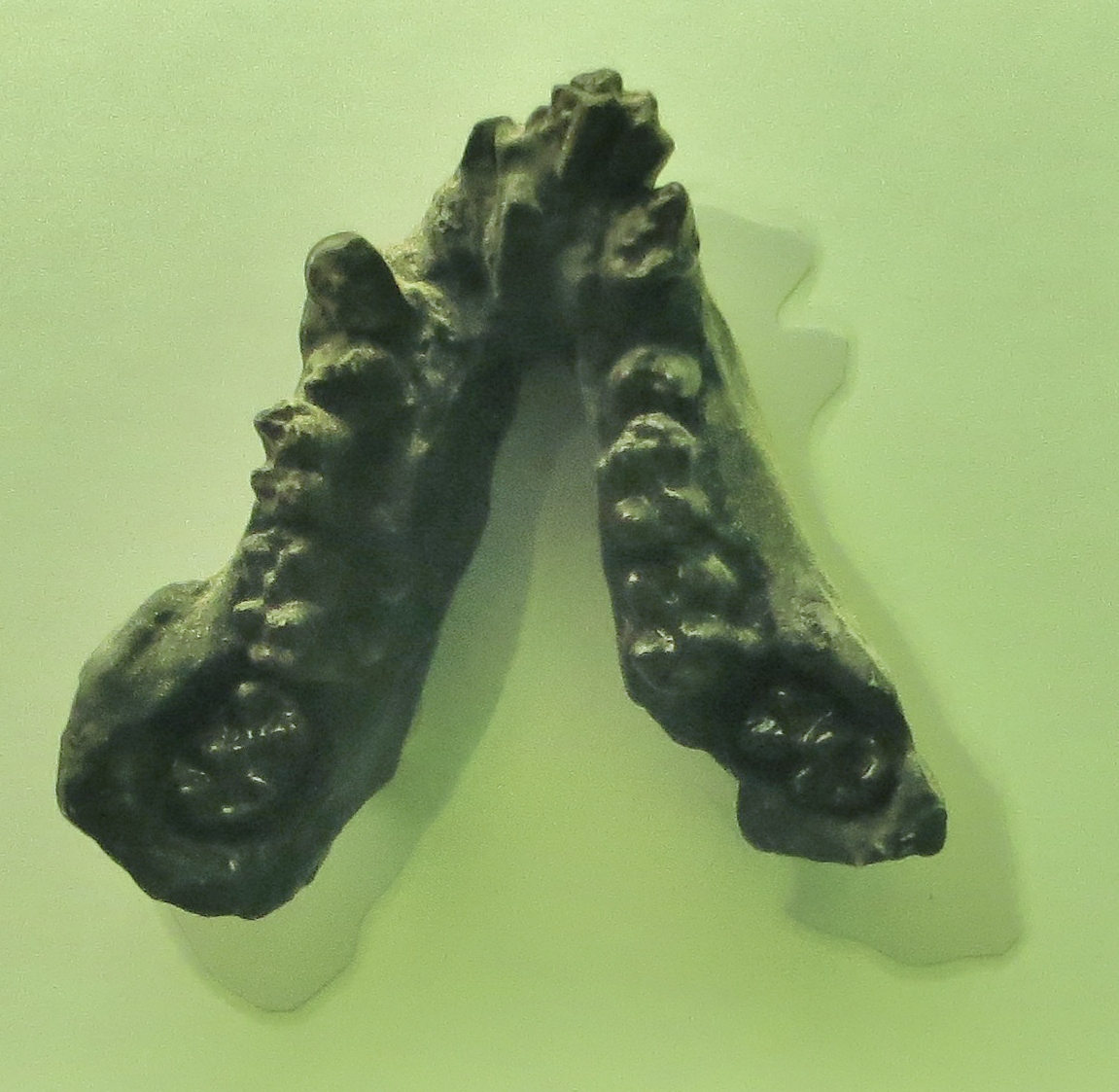
Het holotype

In beschrijvingen wordt vaak een vergelijking getrokken met mensachtigen. Er zijn veel overeenkomsten met Homininae. De platte schedel is graciel gebouwd. De kaken zijn vrij kort. De onderkaken hebben een afgeronde symfyse. De kegelvormige hoektanden zijn relatief kort. De kiezen hebben echter een hoog knobbelpatroon. De ledematen zijn lang, maar de armen zijn langer dan de benen, een basaal kenmerk. De bouw van de ruggengraat en het platte bekken suggereert een rechtopgaande gang, evenals de X-benen. De duim lijkt een precisiegreep mogelijk te maken.
Er zijn ook unieke kenmerken die van alle andere mensapen afwijken. Zo bleek de hersenomvang, in 1960 nog geschat als tussen de 276 en 529 cc, in 1973 slechts 200 cc te bedragen: men had bovenste halswervels aangezien voor een deel van het schedeldak. De grote teen staat onder een extreem grote hoek af, 100° naar achter stekend. De bladeren van het darmbeen hebben een unieke combinatie van een vrij verticale stand met een grote zijwaartse verbreding.
De schedel heeft een kort, hoog en breed gezicht. Dat is wel gezien als een geval van neotenie, het op volwassen leeftijd behouden van jeugdige kenmerken, of van heterochronie, verschillen in rijpingssnelheid tussen de organen. Hij heeft in bepaalde opzichten duidelijk basale kenmerken die niet afwijken van basale smalneusapen. De wenkbrauwwallen zijn vooruitstekend en verdikt. De neusopening is hoog en smal. De beenrichels op de slapen liggen hoog en vervloeien bij mannelijke exemplaren tot de schedelkam. Een afgeleid kenmerk is de voorwaartse plaatsing van de jukbeenboog. Het jukbeen is robuust als bij orang-oetans. Het voorste en achterste deel van het slaapbeen zijn niet versmolten. De fossae subarctuatae zijn klein. Het schedeldak heeft achteraan een duidelijke dwarskam. Het achterhoofd is hoog en tamelijk verticaal.
Het bovenkaaksbeen is zwaar gebouwd. De onderkaak is kort met een hoge opgaande tak en een vrij scherpe hoek tussen deze ramus en het corpus.
Het gebit toont vele afgeleide kenmerken. Het is relatief klein ten opzichte van dat van andere mensapen. De voortanden zijn relatief klein ten opzichte van de achterste tanden. De hoektanden zijn niet goed bekend maar lijken klein te zijn geweest gezien het ontbreken van distemata, hiaten, op zich al een afgeleid kenmerk. De bovenste premolaren zijn lang en smal en hebben beide twee even grote hoofdknobbels. De verbindende kam van die knobbels is slecht ontwikkeld en wordt doorsneden door een diepe trog. De kroon van de bovenste kiezen is minder breed dan lang en is niet van lipzijde naar tongzijde ingesnoerd. Deze drie kiezen nemen naar achteren in de tandenrij geleidelijk in grootte toe. Vreemd is ook de vorm van de knobbels. Zowel de bovenste als de onderste kiezen hebben opvallend hoge kammen, cristae. De bovenste zijn wel omschreven als 'cristodont' als zou het nieuw tandtype betreffen. Toch kan dit type, ondanks de unieke vorm, als basaal gelden want de cristodonte vorm is geopperd als een plausibele voorloper van de normaliter bilofodonte vorm bij smalneusapen. Wat minder afgeleid is het dunne tandglazuur, een robuuste verdikking van de kroonbasis ofwel cingulum en een robuuste verticale richel aan de tongzijde, allemaal kenmerken die passen bij mensapen die geen mensachtigen zijn.
De romplengte is in 1960 geschat op zesenveertig centimeter. De borstkas is breed. De onderrug is kort. Er zijn vijf lendenwervels en zes sacrale wervels.
De armen zijn een vijfde langer dan de benen, een verhouding die veel hoger ligt dan bij basale apen of andere bekende uitgestorven mensapen en slechts wordt overtroffen door moderne gibbons, orang-oetans en gorilla's. De vingerkootjes zijn gekromd. De onderkanten van de dijbeenderen zijn sterk afgeschuind. De middenvoetsbeenderen zijn robuust.
Het hele bekken is niet al te hoog. De symfyse van de schaambeenderen is kort. Het zitbeen is lang en recht. Het heeft wellicht verruwingen als bij gibbons.

## Fylogenie
Gervais plaatste Oreopithecus eerst in de Anthropomorpha, een groep die we tegenwoordig de Hominoidea zouden noemen. Wat latere geleerden zagen hem typisch als een lid van een of andere groep meer basale apen, bijvoorbeeld als een verwant van de bavianen.
De plaatsing van Oreopithecus in de evolutionaire stamboom is sinds het onderzoek van Hürzeler in de jaren vijftig omstreden geweest. Een mogelijkheid was dat het een basaal lid van de Hominini betrof, de tak die direct naar de mens leidt. Zijn vermoede tweevoetigheid zou dan kunnen zijn voortgezet in de australopitheken. De mensachtige trekken zouden dan een teken zijn dat die voor het eerst bij hem, of een zeer nauwe verwant, ontwikkeld zijn. Dat past goed bij de geologische ouderdom. Hürzeler stond in een lange traditie van antropologen die de mens zo ver en lang mogelijk van de 'aap' gescheiden wilden houden en daarom een zeer lange afstammingslijn van kleine gegeneraliseerde vormen aannamen, een soort kabouterachtige wezens. Daarom interpreteerde hij al in 1949 het gebit als in wezen menselijk. Ironisch was dat in dezelfde periode andere onderzoekers een reuzenfase in de evolutie van de mens veronderstelden, waarvan Gigantopithecus dan een vertegenwoordiger zou zijn.
Een minder radicale hypothese is dat Oreopithecus basaal in de Homininae staat. Hij zou dan een aanwijzing kunnen zijn dat de eerste soorten daarvan lichtgebouwde bodembewoners waren en meer op mensachtigen leken dan op de zwaarder gebouwde chimpansees en gorilla's. Een volgende mogelijkheid is dat hij basaal in de Hominidae staat, wellicht dicht bij Dryopithecus. Dan zijn de menselijke trekken een geval van convergente evolutie. Dan is het nog mogelijk dat hij basaal in de Hominoidea staat. Wellicht zijn de schijnbaar menselijke trekken dan oude symplesiomorfieën van die groep. Hij zou ook een basaal lid kunnen zijn van de Hylobatidae, dus een verwant van de gibbons. Eind jaren zeventig suggereerde Eric Delson een nog veel basalere positie, als zustersoort van de Cercopithecidae, opgevat als een groep die buiten de mensapen staat; in dat geval zou Oreopithecus helemaal geen mensaap zijn. Dat laatste was tot in de jaren zestig een tamelijk gangbare opvatting. Moderne onderzoekers verdedigen deze hypothese niet meer.
Omdat men niet goed wist wat men ermee aan moest, is Oreopithecus vaak in een eigen Oreopithecidae, Oreopithecinae of Oreopithecini geplaatst, afhankelijk van de aangenomen fylogenetische positie. Gustav Schwalbe benoemde in 1915 de Oreopithecidae. Hürzeler had het in 1960 over een Heterohominidae waartoe ook Australopithecus zou behoren.
Pogingen om dit probleem op te lossen via de moderne kladistische methode, het berekenen van de stamboom die het minste aantal evolutionaire veranderingen veronderstelt en dus het waarschijnlijkst is, stuit op het probleem dat weliswaar voor Oreopithecus veel kenmerken bepaald kunnen worden maar dat men in de datamatrices bij de meeste verwanten diezelfde kenmerken slechts als vraagtekens turft omdat hun resten veel beperkter zijn. Dat maakt de uitkomsten van de analyses onbetrouwbaar.

## Levenswijze

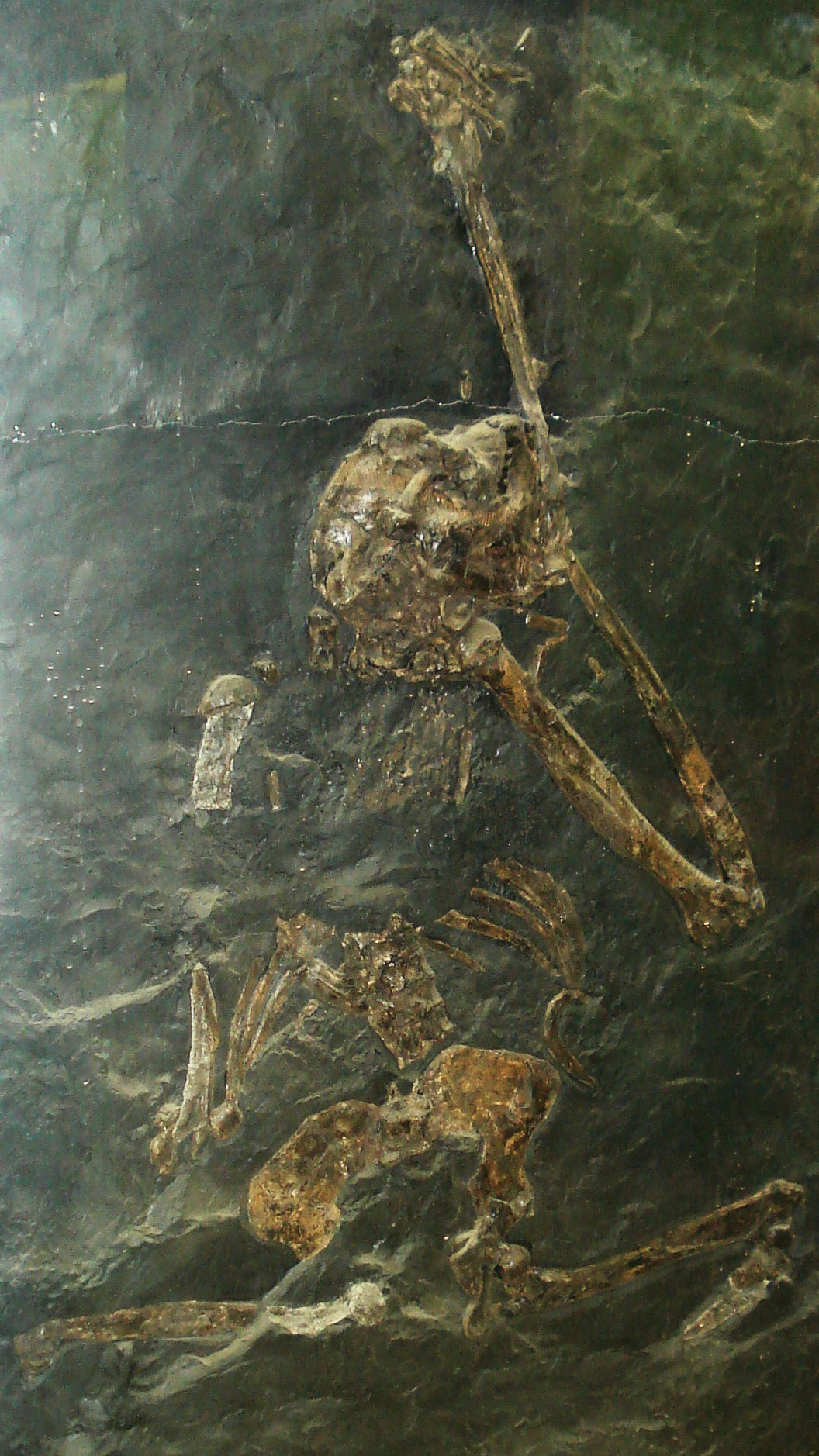
Een afgietsel van Sandrone

### Leefgebied en dieet
Tuscania was licht bebost maar kenmerkte zich vooral door moerassen. Oreopithecus wordt daarom wel een 'moerasaap' genoemd. Zijn voedsel kan voornamelijk uit bladeren bestaan hebben en dat past ook bij de vorm van zijn kiezen. Hij zou echter een grote behoefte gehad hebben aan eiwitten en het consumeren van insecten of andere kleine dieren kan hierin voorzien hebben. Daarvoor waren de kleine voortanden dan weer handig. Oreopithecus moet in staat geweest zijn goed te kauwen, wat wijst op een dieet van wortels of knollen. Het tandglazuur toont echter niet de daarvoor typerende krassen en ook maar weinig putjes die zouden kunnen duiden op het kraken van hard voedsel.

### Seksuele dimorfie
De kleine hoektanden wijzen op een geringe seksuele dimorfie, verschil in bouw tussen de seksen. Dat kan weer duiden op een laag niveau van agressie binnen de soort.

### Voortbeweging
Op welke wijze Oreopithecuus bewoog, is een notoir controversieel onderwerp. Vrijwel iedere manier van voortbeweging is wel eens aan de soort toegeschreven.

#### Oreopithecusals tweevoeter
Hürzeler stelde in de jaren vijftig dat Oreopithecus als vroege mensachtige een tweevoeter geweest was. Het aanvaarden van de hypothese dat op de achterpoten alleen gelopen werd, was daarna meestal afhankelijk van het accepteren van de status van directe voorloper van de mens. Tegen het einde van de twintigste eeuw was die interpretatie minder populair geworden.
In de jaren negentig echter bliezen Meike Köhler en Salvador Moyà-Solà het tweevoetige model nieuw leven in, na een nadere bestudering en preparering sinds 1997 van de fossielen die in het Naturhistorisches Museum van Bazel waren ondergebracht. Dat had iets ironisch omdat ze werkten in het Institut Català Paleontologia Miquel Crusafont dat vernoemd was naar een paleontoloog die in de jaren vijftig een van de meest uitgesproken critici was geweest van Hürzelers hypothese. Ze geloofden niet dat Oreopithecus een lid van de Hominini was maar dachten dat het vermogen op de achterpoten te lopen onafhankelijk verworven was, als gevolg van de speciale ecologische omstandigheden op "Tuscania". Intussen was duidelijk geworden dat tijdens het Mioceen op veel eilanden in de Middellandse zee door isolatie unieke faunae ontstaan waren, waarvan de leden allerlei speciale aanpassingen toonden. Van Tuscania, dat rond de negen miljoen jaar geleden een apart eiland werd, zijn geen grote roofdieren bekend. Köhler en Salvador Moyà-Solà stelden dat de voorouder van Oreopithecus het zich kon veroorloven uit de bomen af te dalen en de bodem op te zoeken. Op de benen lopen kost minder energie dan te klimmen en laag bij de grond kon in het vrij open landschap voldoende voedsel gevonden worden, zeker als het dier zich op de achterpoten verhief en het bereik vergrootte door de armen te verlengen. De precisiegreep van de hand zou nuttig geweest zijn om door een betere manipulatie de opbrengst van het zoeken te maximaliseren, iets wat belangrijk was gezien de beperkte voedselopbrengsten op eilanden. De afstaande grote teen zou de stand gestabiliseerd hebben. Hij past bij een schuifelende gang: rennen was overbodig. De structuur van het botweefsel van wervels en bekken zou wijzen op een verticale belasting bij het rechtop staan. Toen 6,7 miljoen jaar geleden een landbrug ontstond tussen Tuscania en het vasteland van Italië, tijdens de Messiniaanse crisis, zouden roofdieren als hyena's tot het eiland zijn doorgedrongen. De bodembewonende aap zou een gemakkelijke prooi geweest zijn en binnen korte tijd zijn uitgeroeid.

#### Oreopithecusals boombewoner
Hun visie werd sterk bekritiseerd door Randall Susman. Uit de proporties van de ledematen, met name de lange armen, maakte die op dat het dier veel tijd doorbracht in bomen, goed kon klimmen en wellicht zelfs tot slingeren in staat was. Dit is echter onzeker omdat de precieze vorm van de gewrichten in de arm door compressie van de fossielen niet bekend is. Op een goed vermogen tot klimmen wijzen ook de brede borstkas en korte lendenwervels. Verdere aanwijzingen hiervoor liggen in de kromme vingerkootjes en de "krachtgreep" waartoe de hand in staat was. In 2013 stelde een studie dat lendenwervels en bekken niet geschikt waren om lang rechtop te staan.

#### Een slingerende aap?

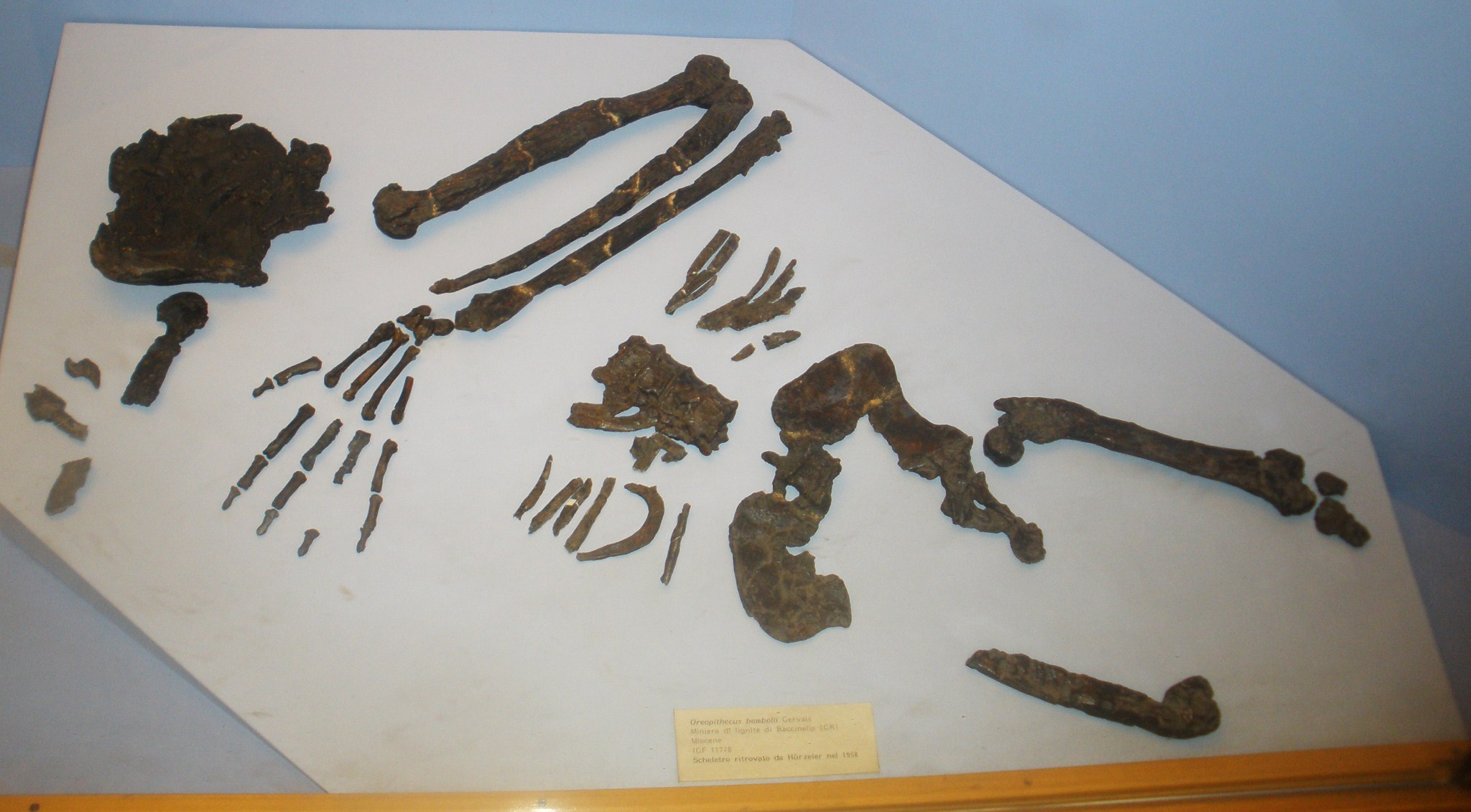
De uitgeprepareerde beenderen van Sandrone maakten een betere bestudering mogelijk

In 2020 stelde een studie dat in de vervormde bekkens van de fossielen de bladen van de darmbeenderen oorspronkelijk meer omhoog stonden. Dat belemmert de abductie als de romp verticaal gehouden wordt en is een sterk teken dat op vier poten gelopen werd. Dit wordt bevestigd door de vorm van de lendenwervels die een S-kromming ofwel lordose vrijwel uitsluit wat er weer op wijst dat de wervelkolom bij het dragen van het lichaamsgewicht normaliter horizontaal gehouden werd. Aanpassingen als bij de vroege mensachtige Ardipithecus ontbreken. Het dijbeen is relatief kort en de kop ervan is verzwakt door een diepe fovea capitis zodat het kennelijk niet te zwaar belast werd. Opmerkelijk is dat Salvador Moyà-Solà en verschillende anderen die het tweebenige model verdedigd hadden, mede-auteur waren en hun opvattingen dus fundamenteel hadden bijgesteld.
Echter, er ontbraken ook aanpassingen die chimpansees en gorilla's hebben om beter te klimmen zoals een verkorte onderrug. Volgens de onderzoekers was Oreopithecus geen goede klimmer en kan het zijn dat hij aan zijn lange armen hing. Echt slingeren met een zwevende fase was echter problematisch gezien het gewicht van dertig kilogram. Huidige gibbons zijn een stuk lichter. De precieze wijze van voortbeweging zou volgens de studie dus nog steeds raadselachtig blijven. Een studie naar de evenwichtsorganen bewaard in specimen BAC-208 concludeerde dat ze wijzen op een repertoire aan bewegingen dat lijkt op dat van chimpansees en gorilla's, relatief beweeglijk maar niet op en neer slingerend.

#### Het luiaardmodel
In 1999 stelde Roshna Wunderlich dat de aanpassingen leken op die van luiaards, en uitgestorven hangende lemuren als Palaeopropithecus. Oreopithecus zou dus op zijn kop aan takken gehangen kunnen hebben. De vreemde afstaande eerste teen zou gediend kunnen hebben om zonder energieverbruik aan de benen te hangen. De korte kop lijkt ook op die van luiaards. De evenwichtsorganen zijn echter aangepast aan een veel hoger bewegingsniveau dan dat van trage hangende soorten.